# گروه لیتل شیپ
گروه لیتل شیپ (انگلیسی: Little Sheep Group) شرکت خدمات پذیرایی چینی است، که در سال ۱۹۹۹ تأسیس شد.